# Karaikal (Distrikt)
Der Distrikt Karaikal (Tamil: காரைக்கால் ‍மாவட்டம்) ist ein Distrikt des indischen Unionsterritoriums Puducherry (Pondicherry). Es umfasst die namensgebende Stadt Karaikal und einige umliegende Gebiete. Der Distrikt Karaikal hat eine Fläche von 157 Quadratkilometern und rund 200.000 Einwohner (Volkszählung 2011).

## Geografie

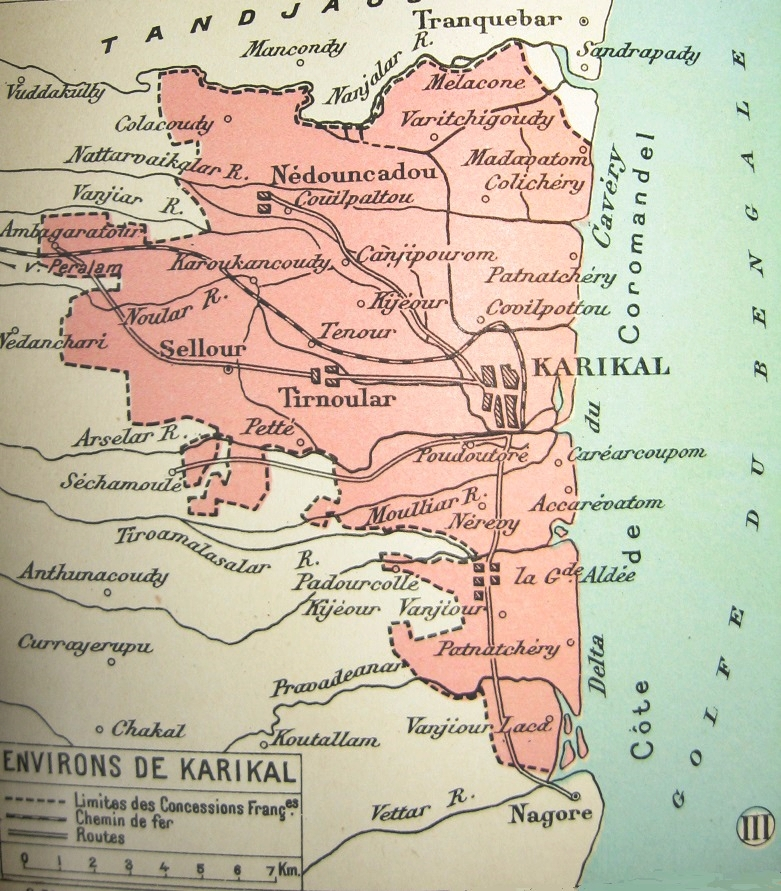
Karte von Karaikal und Umgebung aus der Kolonialzeit (1931)

Der Distrikt Karaikal ist neben Puducherry, Mahe und Yanam einer von vier räumlich voneinander getrennten Distrikten des Unionsterritoriums Puducherry. Dieses ist aus den ehemaligen französischen Kolonialbesitzungen hervorgegangen, welche 1954 an Indien fielen.
Der Distrikt Karaikal liegt an der Koromandelküste am Golf von Bengalen im Mündungsdelta der Kaveri und bildet eine Enklave im Gebiet des Bundesstaats Tamil Nadu. Er grenzt im Norden an den Distrikt Mayiladuthurai, im Westen an den Distrikt Tiruvarur und im Süden an den Distrikt Nagapattinam. Der Distrikt hat eine Fläche von 157 Quadratkilometern und umfasst die Stadt Karaikal samt einigen Dörfern im Hinterland. Das fruchtbare Schwemmland wird von sieben Mündungsarmen der Kaveri (namentlich Nandalar, Nattar, Arasalar, Tirumalarajanar, Mudikondanar, Vanijar und Nular) durchflossen.

## Klima
Im Distrikt Karaikal herrscht ein wechselfeuchtes Tropenklima vor. Die Jahresmitteltemperatur in Karaikal beträgt 28,4 °C, das Jahresmittel des Niederschlages liegt bei 1.278 mm. Etwa 68 Prozent des Niederschlags fallen während des Nordostmonsuns zwischen Oktober und Dezember. Auch während des Südwestmonsuns im August und September kommt es zu Regenfällen.

## Bevölkerung
Bei der indischen Volkszählung 2011 hatte der Distrikt Karaikal 200.222 Einwohner. Er war der zweitgrößte der vier Distrikte des Unionsterritoriums Puducherry und beherbergte rund ein Sechstel seiner Einwohner. Der Distrikt ist recht stark städtisch geprägt: 49 Prozent der Einwohner lebten 2011 in städtischen Gebieten. Entsprechend hoch war die Bevölkerungsdichte mit 1.275 Einwohnern pro Quadratkilometer. 18 Prozent der Einwohner des Distrikts waren Angehörige registrierter niederer Kasten (Scheduled Castes). Die Alphabetisierungsquote betrug 87 Prozent.
Unter den Einwohnern des Distrikts Puducherry stellten Hindus nach der Volkszählung 2011 mit 76 Prozent die Mehrheit. Daneben gab es größere Minderheiten von Muslimen (14 Prozent) und Christen (9 Prozent). Die Hauptsprache ist wie im benachbarten Tamil Nadu das Tamil, das bei der Volkszählung 2001 von 98 Prozent der Distriktbevölkerung als Muttersprache gesprochen wurde. Rund ein Prozent sprach Telugu, der Rest sonstige Sprachen.

## Sehenswürdigkeiten

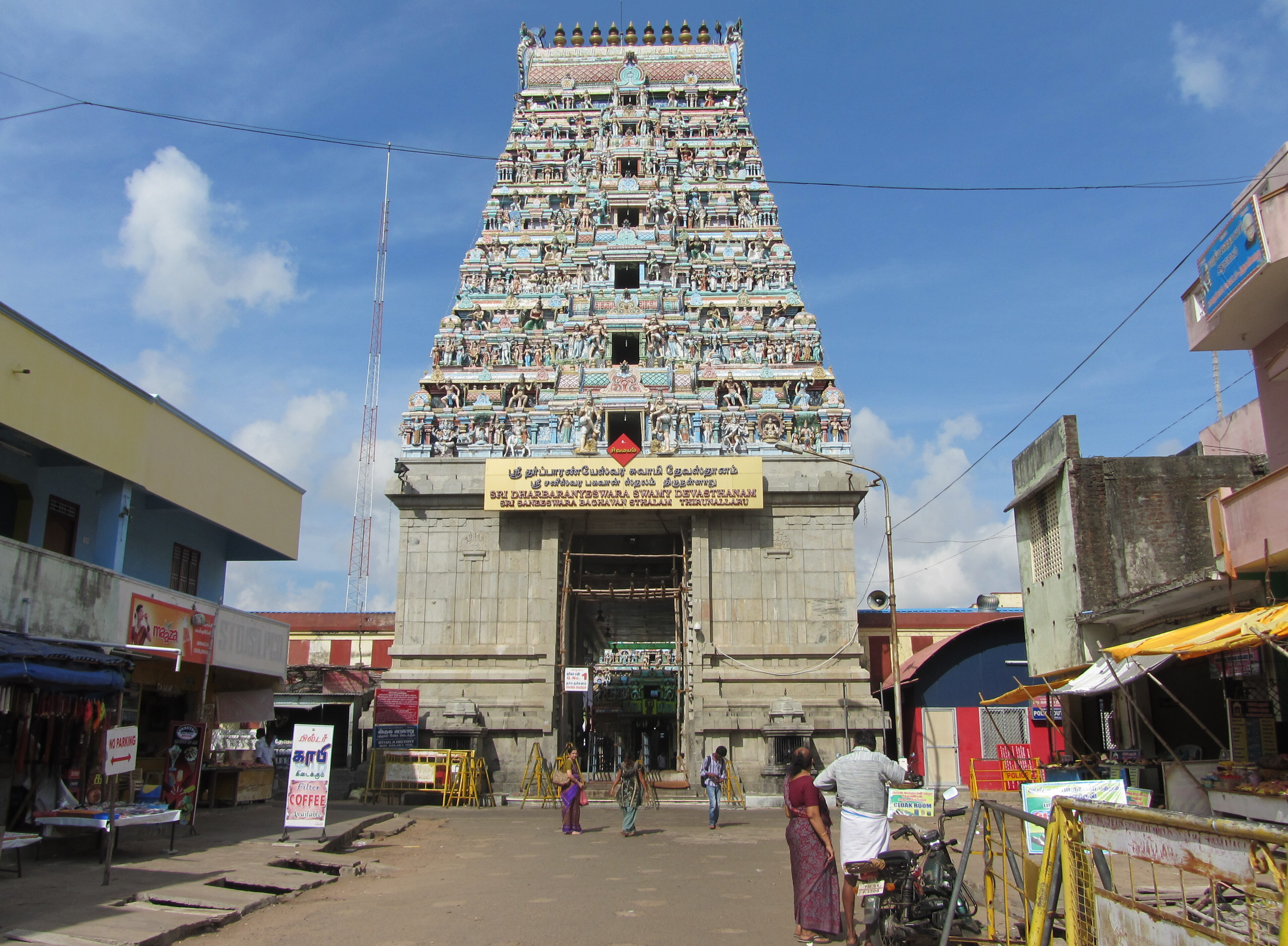
Der Tempel von Tirunallar

Das Kaveri-Delta, zu dem der Distrikt Karaikal gehört, ist eine kulturgeschichtlich reiche Region mit einer hohen Dichte an bedeutenden Hindutempeln. Im Gebiet des Distrikts befinden sich mit den Shiva-Tempeln von Thiruvettakudy, Kovilpathu, Dharmapuram und Tirunallar vier der 274 heiligen Orte des tamilischen Shivaismus (Padal Petra Sthalams). Der Tempel von Tirunallar beherbergt zudem einen Schrein für den Gott Shani (Saturn) beherbergt. Damit gehört er zu den Navagraha-Tempel, einer Gruppe von neun Tempeln, die den hinduistischen Planetengottheiten geweiht sind. Dank des äußerst populären Shani-Schreins ist der Tempel von Tirunallar ein Pilgerort von überregionaler Bedeutung. Karaikal-Stadt beherbergt zudem einem Tempel für die Dichterheilige Karaikal Ammaiyar, die hier im 6. Jahrhundert geboren wurde.

## Orte
Im Distrikt Karaikal gab es bei der Volkszählung 2011 eine Stadt mit eigener Stadtverwaltung (Municipality), eine Zensusstadt (Census Town) und 28 Dörfer. Angegeben ist die Einwohnerzahl im Jahr 2011.
Municipality
- Karaikal (86.838)

Zensusstadt
- Thirumalairayanpattinam (11.264)

Dörfer
- Ambagarathur (7.391)
- Keezhaiyur (North) (2.687)
- Keezhaiyur (South) (3.262)
- Keezhavoor (1.119)
- Kizhamanai (2.851)
- Kottucherry (9.711)
- Kurumbagaram (5.212)
- Melakasakudy (2.140)
- Nallazhundur (3.575)
- Nedungadu (4.886)
- Neravy (6.555)
- Pettai (3.192)
- Polagam (1.888)
- Ponbethy (2.604)
- Poovam (1.565)
- Puthakudy (2.304)
- Sellur (2.482)
- Sethur (3.890)
- Sorakudy (4.666)
- Subrayapuram (1.069)
- Thennankudy (2.321)
- Thevamapuram (2.305)
- Tirunallar (6.866)
- Thiruvettakudy (4.281)
- Vanjiur (2.234)
- Varichikudy (North) (3.533)
- Varichikudy (South) (4.096)
- Vizhidiur (3.435)